# アリラン祭

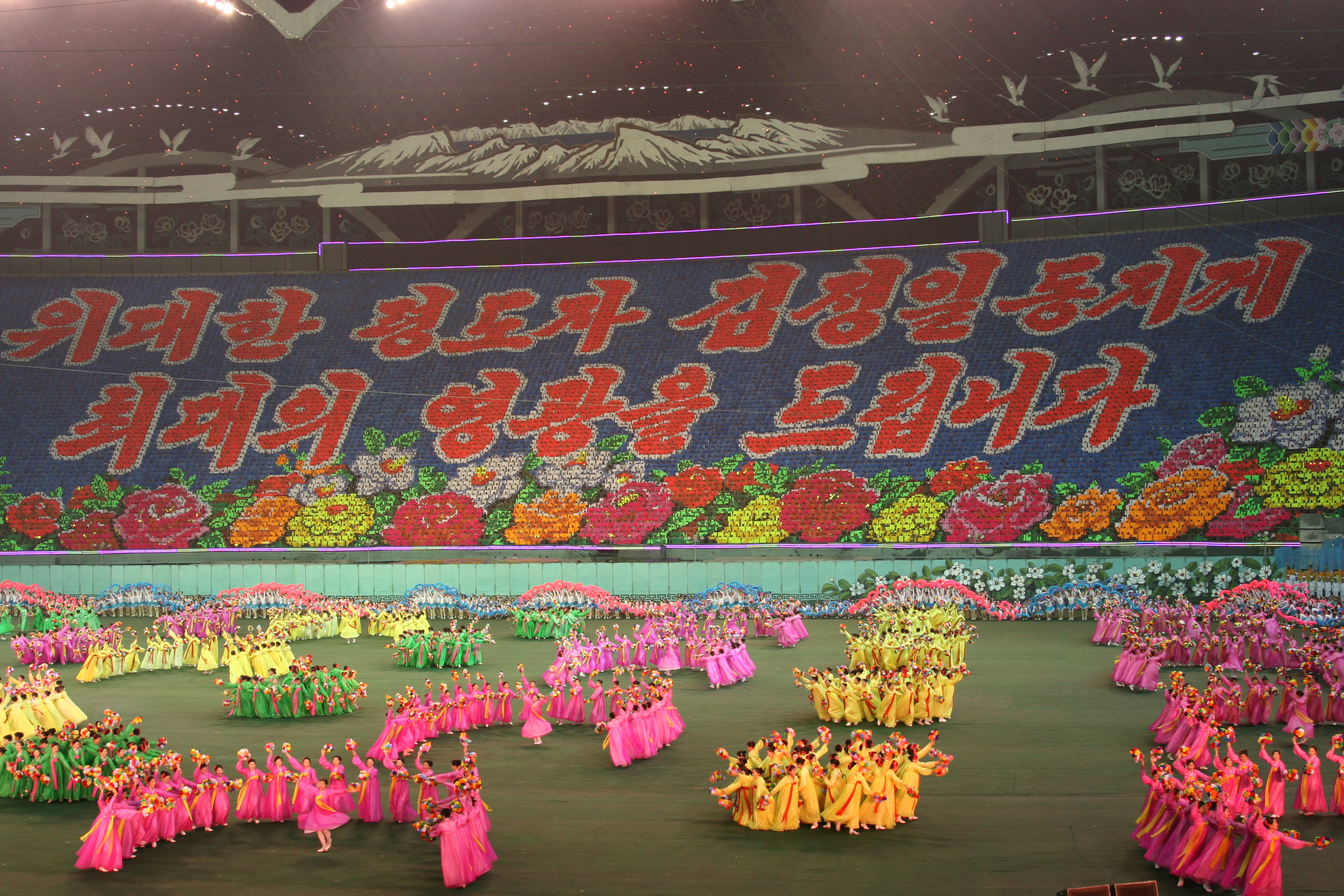
アリラン祭

アリラン祭（ありらんさい）とは、朝鮮民主主義人民共和国平壌で毎年8月から10月にかけて行われる世界最大規模のマスゲームイベントである。期間中、週4回あるいは5回開催される。

## 概説
綾羅島メーデー・スタジアムで行われ、出演者は約10万人。朝鮮民謡アリランを主題にするも、抗日パルチザン活動から朝鮮戦争そして現代に至るまでの指導者金日成主席の活躍を称えるストーリーである。金日成と総書記金正日を讃える音楽が流される。
外国人向けのチケットは8000～30000円相当程度であり、後方の演技者から遠い座席になるほど高額になる。これは個々の演技者ではなく全体を見渡すことで楽しむマスゲームならではの特徴といえる。前方の列は現地一般住民のために確保されているが、外国人観光客と干渉しないように入退場の時間がずらされている。時間帯によっては金日成広場でのリハーサル風景を見ることができる。
2013年の開催を以ってアリラン祭は中止となった。その後、2018年に建国70周年を記念してマスゲームの開催が復活。2018年には文在寅韓国大統領が、2019年には習近平中国国家主席（党総書記）がそれぞれ観覧を行なっている。